# Генри Эдвард Джон Стэнли, 3-й барон Стэнли из Элдерли, 2-й барон Эддисбёри
Генри Эдвард Джон Стэнли, 3-й барон Стэнли из Элдерли, 2-й барон Эддисбёри (англ. Henry Edward John Stanley, 3rd Baron Stanley of Alderley, 2nd Baron Eddisbury; также известный как Абдул Рахман Стэнли (англ. Abdul Rahman Stanley); 11 июля 1827[…], Чешир — 11 декабря 1903[…], Чешир) — британский дворянин и историк, который перевёл «Первое кругосветное путешествие Магеллана» и другие труды эпохи Великих географических открытий. В 1869 году он принял ислам, тем самым лорд Стэнли стал первым мусульманином, избранным в Палату лордов.

## Жизнь

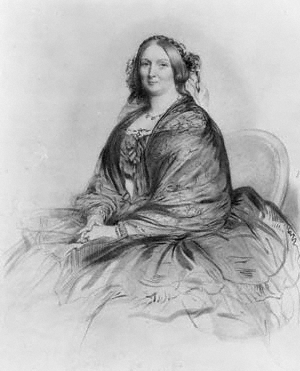
Его мать, Генриетта Стэнли, баронесса Стэнли из Элдерли, 1860 год

Стэнли получил образование в Итонском колледже и в 1846 году поступил в Тринити-колледж в Кембридже. 
В 1847 году он поступил на дипломатическую службу, а в 1851 году был назначен атташе в Константинополе. В январе 1854 года он был переведен из Константинополя на должность секретаря миссии в Афинах.
В 1859 году или ранее Стэнли принял ислам и оставил пост британского дипломата в Османской империи. Возможно, он принял имя Абдул Рахман (англ. Abdul Rahman). Затем он отправился под своим новым мусульманским именем Шейх Морад в британские владения в Азии, шокировав колониальное общество Цейлона и Сингапура. Во время этого путешествия ему отказали в визе в Голландскую Ост-Индию. Его отец, Эдвард Джон Стэнли, 1-й барон Эддисбёри, 2-й барон Стэнли из Элдерли, прочитав в газете репортаж об этих путешествиях, пожаловался жене на «этого несчастного глупца Генри... Он что, с ума сошёл?». По-видимому, он совершил хадж в Мекке.
Лорд Стэнли был первым мусульманином, членом Палаты лордов, унаследовав титулы в 1869 году после смерти отца. Когда в 1873–1874 годах в новостях сообщалось о голландском вторжении в Ачех, Стэнли критиковал как голландскую, так и британскую политику в отношении султаната Ачех, обвиняя Великобританию в предательстве Ачеха, своего давнего союзника по договорам 1601 и 1819 годов, несмотря на то, что она обязалась защищать его независимость.
Поскольку алкоголь запрещён в исламе, он, по-видимому, приказал закрыть все пабы в своём поместье в Незер-Элдерли , к югу от Элдерли-Эдж (тогда называвшегося Чорли). Несмотря на свою новую веру, он финансировал реставрацию церкви Святой Марии в Бодевриде (1867), церкви в Лланбадриге (1884), церкви Святого Дона в Лланддоне и церкви Святого Пейрио в Росбейрио на острове Англси. 
Он принял участие в трёх церемониях бракосочетания с Фабией, дочерью Сантьяго Федерико Сан Романа из Севильи — первая в 1862 году, вторая 6 ноября 1869 года зарегистрирована в приходе Святого Георгия на Ганновер-сквер и, наконец, 15 мая 1874 года в римско-католической церкви Святого Албана в Маклсфилде. Хотя она, по-видимому, была принята в качестве его жены в Британии, Фабия оказалась идентичной Серафине Фернандес и Фунес из Алькаудете, Хаэн, Испания, которая 30 сентября 1851 года вышла замуж за Рамона Переса и Абриля (умер 16 мая 1870 года), так что первые две церемонии бракосочетания были двоеженскими.
Его мать, Генриетта Стэнли, баронесса Стэнли из Элдерли, была английской просветительницей, а его сестра Кэтрин была матерью Бертрана Рассела. Его младший брат Эдвард Люлф Стэнли, 4-й барон Шеффилд, 4-й барон Стэнли из Элдерли, 3-й барон Эддисбёри стал его преемником.

## Смерть
Он умер и был похоронен в два самых благоприятных дня мусульманского календаря, 21 и 25 Рамадана (11 и 15 декабря 1903 года соответственно). Он был похоронен по мусульманским обрядам в неосвященной земле в саду Дауэр-хауса в семейном поместье Элдерли-парк в Незер-Элдерли, Чешир. Главным скорбящим на его похоронах был первый секретарь посольства Османской империи в Лондоне. Исламские молитвы были прочитаны над его могилой имамом посольства. В Ливерпульской мечети прошёл джаназа-намаз в память об усопшем, которую провёл Абдулла Куиллиам.
В выпуске газеты «Review of Religions» за февраль 1904 года сообщалось о смерти лорда Стэнли;
Смерть мусульманина, члена Палаты лордов. То, что покойный Генри Эдвард Джон Стэнли, третий барон Стэнли из Элдерли, был искренним и набожным мусульманином, было известно очень немногим. Читатели «Сафват-уль-Итбар» («Путешествия шейха Мухаммада Байрама Пятого из Туниса»), однако, прекрасно знали, что лорд Стэнли долгое время искренне верил в принципы ислама. Но его вера не ограничивалась устным исповеданием. Автор «Сафват-уль-Итбар» рассказывает случаи, показывающие, насколько глубоко ислам проник в его сердце. Он обнаружил, что тот не только регулярно совершал пять ежедневных молитв, но и был постоянен в тахаджуде (полуночной молитве); и, что ещё более удивительно, он нашёл его очень скромным в своих молитвах, намного превосходящим большинство мусульман по рождению. Когда он говорил о Святом Пророке, он упоминал его или называл его с глубокой любовью и уважением. Он также обнаружил, что тот очень хорошо разбирается в принципах мусульманского богословия, и в разговоре с ним он… Он обнаружил, что глубокая убеждённость его ума была результатом глубокого знания принципов ислама. Это было примерно в 1880 году. Кто мог представить, что такой искренний и преданный поклонник истинного Бога живёт в самом сердце христианского мира?
Газета «The Crescent» предоставила следующее сообщение о его погребении:
Во вторник, 25-го числа месяца Рамадан (15 декабря), его бренные останки были тихо преданы земле на уединённой плантации в парке Элдерли, родовом поместье его покойной светлости. Погребение состоялось рано утром и было проведено строго по мусульманскому обычаю, в котором жил и умер его светлость, в святой и нерушимой вере (Аль-Хамду ли-Ллях!). Тело было помещено в простой сосновый гроб, который рабочие поместья Элдерли вынесли из зала. За ним пешком следовали наследник титула (достопочтенный Люльф Стэнли), его жена, двое их сыновей и другие родственники. По особому распоряжению покойного лорда Стэнли, в качестве главного скорбящего, присутствовал Его Превосходительство Хамид-бей, первый секретарь посольства Османской империи в Лондоне. Имам турецкого посольства прочитал над могилой исламские молитвы. В Ливерпульском соборе прошла джаназа-молитва в память об усопшем. Мечеть, и ее провел Его Честь Абдулла Куильям Эфенди, Шейх аль-ислам Британских островов.
По словам британской журналистки Нэнси Митфорд, на похоронах его брат повернулся к новому лорду Стэнли, который снял шляпу из уважения, и резко бросил: «Не шляпу, дурак, а сапоги».

## Книги
Его книги издавались Обществом Ричарда Хаклита, членом и вице-президентом которого он был. При жизни отца он писал под именем достопочтенного Генри Э. Дж. Стэнли, а после того, как отец принял этот титул, — под именем лорда Стэнли из Элдерли.
- 1866/1995/2001: A description of the Coasts of East Africa and Malabar in the beginning of the sixteenth century by Duarte Barbosa, a Portuguese, переводчик
- 1868/1964/2001: The Philippine Islands, Moluccas, Siam, Cambodia, Japan, and China, at the close of the sixteenth century. by Antonio de Morga, переводчик
- 1869/1963: The Three Voyages of Vasco da Gama, and His Viceroyalty from the Lendas da India of Gaspar Correa, переводчик
- 1873/1963: Travels to Tana and Persia by Josafa Barbaro and Ambrosio Contarini, редактор[25]
- 1874/1963/2001: The First Voyage Round the World, by Magellan переводчик
- 1881/1970: Narrative of the Portuguese embassy to Abyssinia during the years 1520-1527 by Father Francisco Alvarez translator and editor; republished 1961 as The Prester John of The Indies - A True Relation of The Lands of The Prester John, the narrative of the Portuguese Embassy to Ethiopia in 1520 by Father Francisco Alvares